# إلكيسون
إلكيسون و اسمه الكامل إيلكيسون دي أوليفيرا كاردوزو (بالبرتغالية: Elkeson de Oliveira Cardoso)؛ مواليد 13 يوليو 1989 في مارانهاو، البرازيل، هو لاعب كرة قدم برازيلي يلعب لنادي غوانغجو إفرغراند كلاعب وسط. بدأ إلكيرسون مسيرته الرياضية عام 2001.

## الجوائز والإنجازات

### الإنجازات مع النادي أو المنتخب
| النادي أو المنتخب     | البطولة            | مرات الفوز | الأعوام أو المواسم |
| --------------------- | ------------------ | ---------- | ------------------ |
| نادي فيتوريا الرياضي  | بطولة ولاية باهيا  | 2          | 2009، 2010         |
| نادي فيتوريا الرياضي  | كأس الشمال الشرقي  | 1          | 2010               |
| نادي غوانغجو إفرغراند | دوري السوبر الصيني | 1          | 2013               |
| نادي غوانغجو إفرغراند | دوري أبطال آسيا    | 1          | 2013               |

### الإنجازات الفردية
| الإنجاز                 | مرات الفوز | الأعوام أو المواسم |
| ----------------------- | ---------- | ------------------ |
| هداف دوري السوبر الصيني | 1          | 2013               |

## روابط خارجية
- إلكيسون على موقع الاتحاد الدولي (مؤرشف)  (الإنجليزية)
- إلكيسون على موقع قاعدة بيانات كرة القدم.إي يو (الإنجليزية)
- إلكيسون على موقع ليكيب (الفرنسية)
- إلكيسون على موقع ناشيونال فوتبول تيمز (الإنجليزية)
- إلكيسون على موقع Soccerway.com (الإنجليزية)
- إلكيسون على موقع عالم كرة القدم.نت (الإنجليزية)
- إلكيسون على موقع AS.com (الإسبانية)